# كينتو سوجياما
كينتو سوجياما (باليابانية: 杉山賢人؛ بالكانا: すぎやま けんと) هو مدرب كرة القاعدة ‏ ياباني، ولد في 12 ديسمبر 1968 في نامازو في اليابان.

## وصلات خارجية
- كينتو سوجياما على موقع الدوري الياباني لكرة القاعدة (الإنجليزية)
- كينتو سوجياما على موقعبيزبول رفرنس.كوم (الدوري الثانوي) (الإنجليزية)
- كينتو سوجياما على موقع أوليمبيديا (الإنجليزية)